# Облачно съхранение
Облачното съхранение (или облачно хранилище за данни) (на английски: cloud storage) е модел на съхранение на данни, в който дигитални данни се съхраняват в логически запаси, материалното съхранение обхваща множество сървъри (а често и локации), и материалната среда обикновено е собственост и се управлява от хостинг компания. (Съществува мнение, че правилното прилагателно име на български трябва да бъде "облаков", доколкото "облачен е свързано с облачно време, облачно небе, докато в случая става въпрос за нещо различно). Тези доставчици на облачно съхранение са отговорни за поддръжката на данните – те да бъдат налични и достъпни, и материалната среда да бъде работеща и защитена. Хора и организации купуват или наемат капацитет за съхранение от доставчиците, за да съхраняват потребителски и фирмени данни или данни за приложения.
Услугите на облачното съхранение могат да бъдат достъпни, чрез взаимосвързани облачни компютърни услуги, чрез уеб услуга за интерфейс за приложно програмиране (API) или чрез приложения, които използват API, като например облачно съхранение на работния плот, портал за облачно съхранение или уеб базирани системи за управление на съдържанието.
В онлайн хранилището могат да се складират всякакъв вид данни, например: снимки, файлове, музика, документи, филми и други. Също така потребителите на „облака“ имат достъп до всичките си файлове от различни устройства: настолен компютър, лаптоп, таблет или мобилен телефон. За да достигнат до данните си и да могат да ги споделят с други хора, потребителите трябва да са свързани с интернет.
Облачни хранилища са такива интернет услуги като Dropbox, OneDrive, Google Drive, iCloud, Яндекс.Диск.

## История
Облачните изчисления се считат за изобретени от Джозеф Карл Робнетт Ликлайдер през шейсетте години на двайсети век с работата му по ARPANET, целяща свързването на хора и данни от всякъде и по всяко време.
През 1983 г. CompuServe предлага на своите клиенти 128 K дисково пространство, което би могло да се използва за съхранение на каквото клиентите им пожелаят.
През 1994 г. AT&T пуска услугата си PersonaLink Services, която представлява онлайн платформа за лична и бизнес комуникация и предприемачество. Съхранението на данни е било едно от първите, които са изцяло уеб базирани и рекламирани с фразата: „приемете електронното ни място за срещи като облак“.
През 2005 г. Box (company) пуска услуга споделяне на файлове през интернет и лично облачно управление на съдържанието за бизнеса.
През 2006 Amazon Web Services представя услугата си за съхранение на данни в облак AWS S3, която получава всеобщо одобрение и бива използвана от популярни услуги като Smugmug, Dropbox, Synaptop и Pinterest. 

## Потенциални рискове

### Уязвимост от атаки
Аутсорсването (износ на производство) при съхранението на данни увеличава площта за извършване на атаки.
1. Данните се съхраняват на много места, което увеличава риска от непозволен физически достъп до тях. Например при базираната на облак архитектура данните се копират и местят често, поради което рискът от непозволено възстановяване на тази информация се увеличава драстично, например унищожаването на стара техника, преизползването на твърди дискове. Начинът, по който информацията се копира, зависи от нивото за обслужване, което е избрано и от доставчика на услугата, който шифрова данните, преди да ги качи в облака.
2. Броят хора, които имат достъп до данните и които биха могли да бъдат компрометирани чрез принуда за откуп или други методи, се увеличава драстично. Една-единствена копания би имала малък екип от администратори, мрежови инженери и техници, но една компания, предлагаща съхранение на данни в облак, има много клиенти и хиляди сървъри, следователно има и много по-голям екип от технически специалисти с физически и електронен достъп до почти цялата информация, съдържаща се в съответния обект, или дори до цялата информация на компанията. Ключовете за шифроване, съхранявани при потребителя на услугата вместо при доставчика, ограничават достъпа до данните от служителите на доставчика. А що се отнася до споделянето на множество информация от множество потребители в облака, голям брой от ключовете за шифроване следва да бъдат раздадени на потребителите чрез ползването на сигурни линии, също така те следва да бъдат сигурно съхранявани на устройствата на потребителите на услугата. Съхраняването на тези ключове изисква ползването на скъпи средства за съхранение. За да се преодолее това, може да се ползва Key-aggregate cryptosystem.[1]
3. Увеличава се броят на мрежите, през които данните преминават. Вместо ползването само на локална мрежа (local area network – LAN) или мрежа за съхранение (storage area network – SAN), ползването на облака изисква компютърна мрежа с голям обхват (wide area network – WAN).
4. Чрез споделянето на дисково пространство и мрежи с много други потребители/клиенти е възможно едни клиенти да имат достъп до информацията на други клиенти поради грешка, неизправна техника, софтуерна неизправност или поради злоумишлено деяние. Изброените рискове са относими към всички видове съхранение на данни, като не се ограничават само до съхраняване на облачни системи. Рискът от прихващане на информацията при пренос по мрежата може да се преодолее с шифроване. Шифроването на информацията също така я защитава, докато се намира на облака.

### Стабилност на доставчика
Компаниите не са вечни, поради което услугите и продуктите, които те предлагат могат да се променят. Аутсорсването на дейностите по съхранение на данни към други компании е нужно да бъде внимателно проучено. Също така нищо не е абсолютно сигурно. Договорите могат да станат безполезни, в случай че компанията прекрати съществуването си или множество обстоятелства се изменят. Компаниите могат:
1. да фалират;
2. да се разраснат и да променят сферата си на дейност;
3. да бъдат погълнати от по-големи компании;
4. да пострадат непоправимо от бедствие и др.

### Достъпност
- Продуктивността на външното съхранение на данни е вероятно да бъде по-ниска в сравнение с местното съхранение в зависимост от това, колко е склонен да похарчи клиентът за WAN трафик.
- Надеждността и достъпът зависят от наличието на широка мрежа и от нивото на предпазни мерки, предприети от доставчика на услугата. Надеждността трябва да се основава на хардуер, както и на използването на различни алгоритми.
- Факт е и многочислеността на данните, които могат да бъдат съхранени в облака.

### Други
1. Сигурността на съхраняваните данни може да бъде причина за загриженост, когато се съхраняват чувствителни данни при доставяне на облачно съхранение.
2. Потребителите с конкретни изисквания за записи на отчетност като например публични агенции, които трябва да запазят електронни записи в съответствие със закона, може да се сблъскат с усложнения с помощта на облачното съхранение. Пример за това е Министерството на отбраната на САЩ.
3. Облачното съхранение е богат ресурс за хакери, също и на националните агенции за сигурност. Тъй като съхранението притежава данни от много различни потребители и организации, хакерите го виждат като много ценна мишена!
4. Пиратството и нарушаването на авторските права може да бъде активирано чрез сайтове, които позволяват споделяне на файлове. Например мястото за съхранение на CodexCloud е изправено пред съдебни дела от собствениците на интелектуална собственост.
5. Правният аспект, от гледна точка на спазването на регулаторните изисквания, е от значение, когато съхраняването на файлове е в страната и особено в международен план.

## Предимства
- Компаниите трябва да плащат само за мястото за съхранение, което те действително използват, обикновено средното потребление за един месец. Това не означава, че облачното съхранение е по-евтино, а че разходите, които възлизат по него са оперативни, а не капиталови.
- Фирми, които използват облачното съхранение, могат да си намалят консумацията на енергия до 70%, което да ги направи по-екосъобразни. Също така на ниво доставчик те изразходват по-голямо количество енергия, така че те ще бъдат по-добре оборудвани за управлението ѝ, за да поддържат също и собствените си разходи по-ниски.
- Компаниите могат да избират между облачно съхранение извън търговския обект или локално, или комбинация от двете опции в зависимост от съответния критерий за взимане на решения, който допълва първоначалния потенциал за пряко намаляване на разходите. Например продължителност на операциите (COOP), възстановяване след бедствие (DR), сигурност (PII, HIPAA, SARBOX, IA/CND), закон за запазване на данни, разпоредби и политики.
- Достъпността на съхранението и защитата на данните са присъщи на структурата на обектното съхранение, така че в зависимост от приложението допълнителната технология, разходът и усилията за увеличаване на защитата на данните могат да бъдат избегнати.
- Задачи за поддръжка на съхранението, като например закупуване на допълнителен капацитет за съхранение, са стоварени на отговорността на доставчика на услугата.
- Облачното съхранение осигурява на потребителите незабавен достъп до широк спектър от ресурси и приложения, хоствани в инфраструктурата на друга компания, чрез интерфейса на уеб услуга.
- Облачното съхранение може да се използва за копиране на изображения от виртуална машина от облака към локални места или вмъкване на виртуално изображение от локално място в библиотеката за изображения в облака. Освен това облачното съхранение може да се използва за преместване на виртуални изображения между потребителски акаунти или центрове за данни.
- Облачното съхранение може да се използва като неподатливо на бедствия резервно копие, като обикновено има 2 или 3 различни архивни сървъра, намиращи се в различни места по света.

## Архитектура
Облачното съхранение се основава на силно виртуализирана инфраструктура и е като по-обширно облачно изчисление от гледна точка на достъпни интерфейси, почти мигновена еластичност, мащабируемост и дозиращи ресурси. Услугите за облачно съхранение могат да бъдат използвани от услуги извън търговския обект (Amazon S3) или разположени на търговския обект (Viton Capacity Services).
Услуги за съхранение на обекта като Amazon S3 и Microsoft Azure Storage, софтуер за съхранение на обекти като OpenStack Swift, системи за съхранение на обекти като EMC Atmos, EMC ECS и Hitachi Content Platform и разпределени изследователски проекти за съхранение като OceanStore и VISION Cloud са примери за съхранение, което може да бъде поддържано и разгърнато с характеристиките за облачно съхранение.
Облачното съхранение е:
1. Съставено от много разпределени ресурси, но все още действа като един или в обединение, или съвместна архитектура за облачно съхранение.
2. Много издръжливо чрез създаването на версийните копия.
3. Типични евентуални очаквания по отношение на копия на данни.